# 威廉·保莱特
陆军元帅威廉·保莱特勋爵 GCB（1804年7月7日—1893年5月9日）是一名英国陆军高级军官。在克里米亚战争期间，保莱特在卢肯勋爵麾下担任骑兵助理副司令随军参加了阿尔马河战役、巴拉克拉瓦战役、因克尔曼战役以及塞瓦斯托波尔围城战。返回英国前，保莱特被授予战争后备地区的指挥权，包括博斯普鲁斯海峡、加里波利和达达尼尔海峡。保莱特于1856年成为阿尔德肖特第1旅的指挥官，1860年成为西南军区司令，最后于1865年成为陆军次官。

## 军旅生涯
威廉·保莱特是第13代温彻斯特侯爵查尔斯·保莱特（Charles Paulet，13th Marquess of Winchester）和安妮·保莱特（Anne Paulet，婚前姓安德鲁斯）的第四个儿子。保莱特早年在伊顿公学接受教育，后于1821年2月1日获得任命进入第85（约克公爵亲卫）轻步兵团。保莱特于1822年5月23日成为第7皇家燧发枪团的中尉，并于1825年2月25日在独立连晋升上尉。
保莱特于1825年4月21日调回第85（约克公爵亲卫）轻步兵团，后在第63（西萨福克）步兵团短暂服役。1828年12月4日调入第21皇家北不列颠燧发枪团。在1830年9月10日晋升少校之后，他于1833年1月18日转入第68轻步兵团。1843年4月21日，保莱特被任命为该团的团长并晋升为中校。1851年2月，保莱特成为剑桥公爵的侍从官。
在克里米亚战争期间，保莱特在卢肯勋爵手下担任骑兵师助理副官，后于1854年6月20日晋升名誉上校。在战争期间，保莱特参加了阿尔马河战役、巴拉克拉瓦战役、因克尔曼战役以及塞瓦斯托波尔围城战。战争后期，他负责指挥后方地区，包括博斯普鲁斯海峡、加里波利和达达尼尔海峡，并于1854年11月28日晋升为中校，后于1855年1月19日晋升荣誉准将。在总领后方军事时，保莱特支持弗洛伦斯·南丁格尔以实现该领域的医疗支持现代化。1855年11月9日，他在土耳其晋升少将军衔，并在返回英国之前短暂指挥了轻骑兵部队。
保莱特于1856年8月成为奥尔德肖特军区第1旅的司令。1858年12月13日，保莱特晋升少将。他于1860年成为西南军区司令（其总部设在朴茨茅斯），并于1865年7月成为英国武装部队副司令。1866年5月，保莱特受邀加入一个皇家委员会，以研究英国军队的征兵制度。保莱特于1867年12月8日晋升中将，后于1870年9月卸任副司令一职。1874年10月7日，保莱特晋升上将，后于1886年7月10日晋升陆军元帅。
除实际担任的军职外，保莱特还是第87（皇家爱尔兰燧发枪）步兵团和第68轻步兵团的荣誉团长。1893年5月9日，终身未婚的保莱特在伦敦圣詹姆斯广场的家中去世。

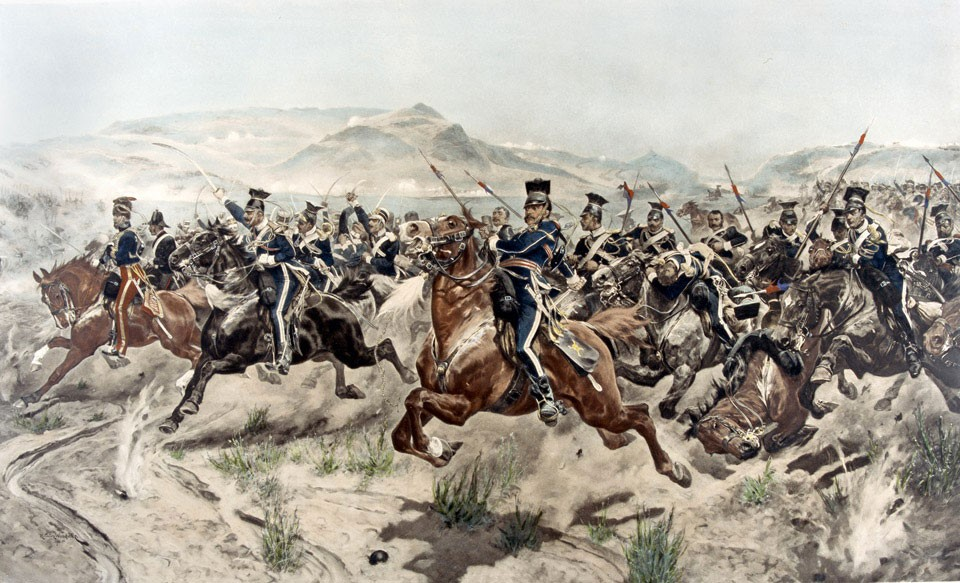
克里米亚战争中，保莱特跟随英军参加了巴拉克拉瓦战役

## 荣誉
保莱特获得的荣誉包括：
- 巴斯骑士大十字勋章[26]
- 法国荣誉军团勋章[27]
- 奥斯曼帝国三等梅吉迪勋章[28]
- 撒丁王国圣莫里斯和拉撒路勋章[29]

## 家庭
保莱特终生未婚；没有孩子。

## 引注
1. ↑  .  線上版. 牛津大學出版社. 2004  [2013-11-10]. doi:10.1093/ref:odnb/21624. 需要订阅或英国公共图书馆会员资格
2. ↑  . 倫敦憲報. 1821-02-10.
3. ↑  . 倫敦憲報. 1822-06-01.
4. ↑  . 倫敦憲報. 1825-02-12.
5. ↑  . 倫敦憲報. 1825-05-14.
6. ↑  . 倫敦憲報. 1828-12-16.
7. 1 2 3 4  Heathcote, p. 237
8. ↑  . 倫敦憲報. 1833-01-18.
9. ↑  . 倫敦憲報. 1843-04-21.
10. ↑  . 倫敦憲報. 1851-02-25.
11. ↑  . 倫敦憲報. 1854-06-22.
12. ↑  . 倫敦憲報. 1855-01-19.
13. ↑  . 倫敦憲報. 1855-11-13.
14. ↑  . 倫敦憲報. 1856-08-08.
15. ↑  . 倫敦憲報. 1856-12-19.
16. ↑  . 倫敦憲報. 1858-12-21.
17. ↑  . 倫敦憲報. 1865-06-20.
18. ↑  . 倫敦憲報. 1866-05-11.
19. ↑  . 倫敦憲報. 1867-12-24.
20. ↑  . 倫敦憲報. 1870-09-16.
21. ↑  . 倫敦憲報. 1874-10-30.
22. ↑  . 倫敦憲報. 1886-07-09.
23. ↑  . 倫敦憲報. 1863-08-07.
24. ↑  . 倫敦憲報. 1864-04-19.
25. ↑  .  線上版. 牛津大學出版社. 2004  [2013-11-10]. doi:10.1093/ref:odnb/21624. 需要订阅或英国公共图书馆会员资格
26. ↑  . 倫敦憲報. 1871-05-20.
27. ↑  . 倫敦憲報. 1856-08-04.
28. ↑  . 倫敦憲報. 1858-03-02.
29. ↑  . 倫敦憲報. 1856-08-12.
30. ↑  .  線上版. 牛津大學出版社. 2004  [2013-11-10]. doi:10.1093/ref:odnb/21624. 需要订阅或英国公共图书馆会员资格